# Akkan
Akkan ist ein türkischer männlicher Vorname und Familienname und bedeutet „Von untadeliger Herkunft“ (wörtlich: „Reines Blut“).

## Namensträger

### Familienname
- Gökhan Akkan (Fußballspieler, 1995), türkischer Fußballtorhüter
- Gökhan Akkan (Fußballspieler, 1998), türkischer Fußballspieler